# 澳大利亚网球公开赛
澳大利亚网球公开赛是每年最先登场网球四大满贯赛事，由國際網球總會（ITF）和澳網官方委員會聯合負責。于每年1月最后两週在澳大利亚墨爾本公園的室外硬地球場举行。
由於早期的賽事規模、獎金均不如其他三大滿貫，加上位居南半球與多數國家距離遙遠，因此頂尖球員鮮少參加。作為四大滿貫的後起之秀，自1988年搬到墨爾本公園，憑著保持最新穎的硬體與不斷改善賽事安排，良好的組織和比賽氛圍受到許多球員和球迷評為體驗最令人滿意的大滿貫賽。

## 历史
1904年，澳大利亚和新西兰的网球机构官员共組澳大拉西亚草地网球协会，负责筹办“澳大拉西亚锦标赛”并组队参加戴维斯杯。1905年11月，首届澳大拉西亚锦标赛在墨尔本圣克尔达路（St Kilda Road）艾伯特公园（Albert Park）内的仓库老板板球场（Warehouseman's Cricket Ground）举行。当时总共有17名男选手参赛，由罗德尼·希思（Rodney Heath）夺得单打冠军。
锦标赛最初在澳大利亚和新西兰两国的主要城市轮流举行，直到1922年新西兰退出並單獨成立网球协会。女子组和混双的比赛也在同年增设，玛格丽特·莫尔斯沃思（Margaret Molesworth）成为澳网史上首位女单冠军。1927年，赛事更名为「澳大利亚锦标赛」（Australian Championships）。1941至1945年因二戰而沒有舉辦。在1968年网球职业化后，澳网被列为四大公开赛之一，并于1969年正式更名为「澳大利亚公开赛」（Australian Open）。
由于各界对比赛地点不确定的非议（澳网在墨尔本、悉尼、阿德莱德、布里斯班、珀斯和新西兰等6个地方举办过）日渐高涨，赛事组织者在1972年决定将比赛固定在能吸引最多的赞助商和观众的城市举办，於是澳网再次落户于其诞生之地墨尔本。到1988年為止都在墨尔本库扬草地网球俱乐部（the Kooyong Lawn Tennis Club）举办。
1977年，澳网由1月改到12月举办，使得當年举办了两届比赛；但紧邻圣诞节未能起到预设的效果，1986年又將年底的比赛推迟到隔年1月並沿用至今。
随着赛事规模不断扩大，库扬的场地已经無法满足比赛的要求。1988年，政府斥巨资在墨尔本板球场旁新建的费林德斯公园（Flinders Park）网球中心正式启用，由草地改为硬地球场。該年度的人数大幅攀升，超过26万名观众亲临现场观赛，而前一年在库扬网球中心統計数据仅14万人。1996年，比赛场地再次扩大并更名为墨尔本公园。
2000年，为纪念澳大利亚唯一两度实现网球大满贯的网球英雄罗德·拉沃（Rod Laver），中央球场被命名为罗德·拉沃竞技场。中央球场独特之处在于可移动的顶棚，可視下雨或高温等恶劣天气情况下使用，使澳网成为當時唯一能在室内进行比赛的四大满贯赛事（溫網在2009年後也增設移動式頂棚）。而中央球场旁的1号球场在2003年又以澳洲最伟大的女子网球选手玛格丽特·史密斯·考特（Margaret Smith Court）而命名为瑪格麗特·考特體育館（Margaret Court Arena）。

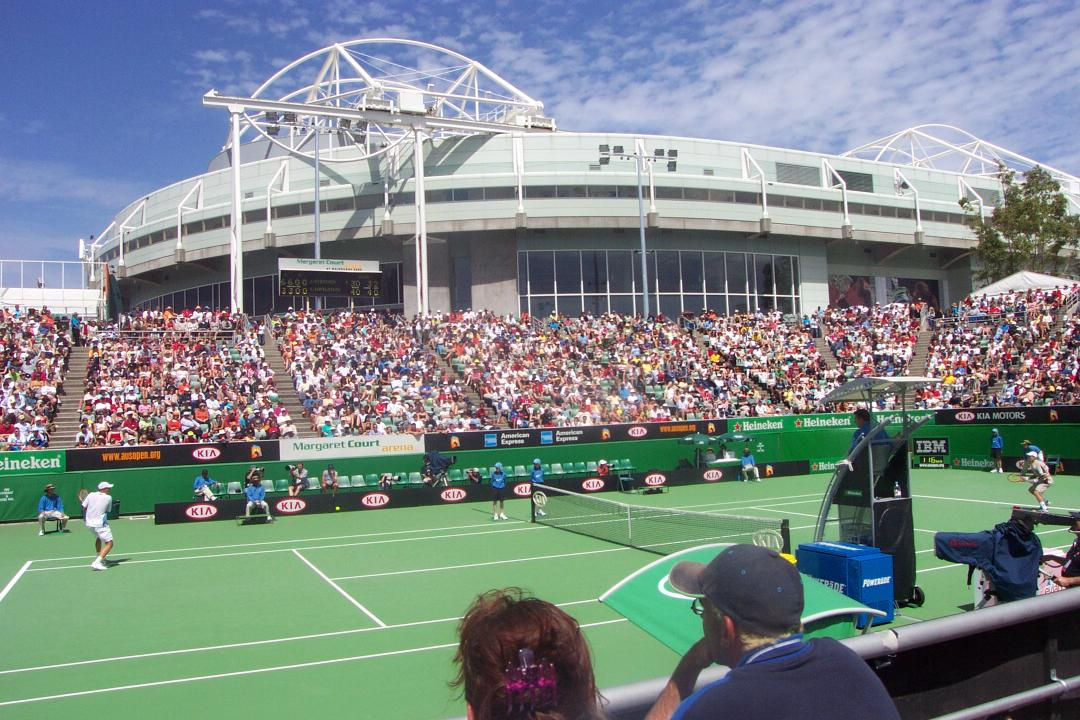
正在进行比赛的玛格丽特·考特竞技场，背景为中央球场罗德·拉沃竞技场

在澳网百年历史中，澳大利亚本土选手贏得大部分1980年代之前的冠军。特别是在1960年代澳大利亚网球的黄金时期，拉沃、羅伊·愛默生（Roy Emerson）和考特三人几乎包揽了所有的冠军头衔。但自1988年以来，曾長達三十年都没有澳大利亚本土选手获得过澳网男女单打的冠军，直到2022年才有阿什莉·巴蒂在女單項目奪冠。
2005年，澳网度过了百年生日（實為賽會第93届，歷年因两次的世界大战停办了8年，1977年举办2届，而1986年又停办1年。）总奖金达到创纪录的1910万澳元，男女单打冠军奖金为120万澳元。
2008年，澳網賽會斥巨資重新鋪設場地，將沿用多年的綠色場地轉為藍色，球場範圍外則轉為淺藍色，以改善過往經常有選手提出球場範圍和場內其他位置的顏色刺眼，影響判斷來球的問題。並以「澳網純正藍」為名註冊商標。2009年更進一步改善設施，全面更新球場座位，務求能將亞洲/大洋洲區大滿貫的舉辦地留在澳洲。
2018年12月，赛事组织者宣布澳网将效仿温布尔登网球锦标赛和美国网球公开赛，在男女单打比赛的决胜盘中引入抢七局（Tiebreak）。但与温网和美网分别在12-12和6-6时开始常规的抢七局不同，澳大利亚公开赛在6-6时抢十，即得分至少达到十分且领先对手两分以上者胜出，於2019年比赛正式采用。
2022年，祖高域因為身體健康而被禁入境參賽，而西班牙傳奇球星拉斐爾·納達爾歷經先輸兩追三的史詩級五盤大戰擊敗俄羅斯丹尼爾·梅德韋傑夫，獲得生涯第21座大滿貫金盃，也成為公開年代以來，繼喬科維奇後第二位完成生涯雙圈大滿貫的男子球員。

### 亞洲選手
做為亞太地區的大滿貫賽事代表，亞洲選手往往在澳網有不錯的表現。女雙先有鄭潔和晏紫夺得2006年冠軍、詹詠然和莊佳容打入2007年決赛，混雙則有孫甜甜和塞尔维亚双打名将內納德·齊莫尼奇在2008年奪冠。中国名将李娜於2011、2013、2014年三進女單決赛，並於2014年奪冠，创亚洲网球历史。
韓國鄭泫也在2018年創造驚奇，16強賽擊敗諾瓦克·喬科維奇，8強賽再淘汰坦尼斯·桑德格倫，直到準決賽面對羅傑·費德勒才在第二盤因傷退賽，成為首位打進大滿貫8強及4強的韓國選手。2019年日美混血的大坂直美擊敗捷克名將克維托娃，成為亞洲第二位女單冠軍，並於2021年擊敗珍妮弗·布雷迪再次奪冠，是目前拿下最多大滿貫單打冠軍的亞洲選手。

## 場館
墨爾本公園網球中心三大主球場為羅德·拉沃競技場、约翰·凯因球场和瑪格麗特·考特體育館，周邊還分佈了超過20個比賽專用或球員訓練用的小球場；其中2号场地自2019年开始，由中国白酒企业泸州老窖旗下品牌国窖1573冠名为1573球场。

## 奖杯
男女单打冠军分別授予「诺曼·布鲁克斯挑战盃」和「达芙妮·阿克赫斯特纪念盃」，獎盃冠名的两位都是澳网历史上的传奇人物。布鲁克斯是澳网创始人之一，被誉为“澳大利亚网球之父”，而阿克赫斯特则在赛事之初5夺女单冠军。
冠军的名字将永久镌刻在奖盃上。

## 球員罷賽风波

### 利潤分配爭議
為維護低排位以及在前面輪次止步的大批球員利益，澳洲作为首轮出局奖金最低的大满贯赛事，受到ATP頂級球星於2012年美网赛事期间討論抵制2013年澳網的可能；澳網主辦方為此大幅提高總獎金到3100萬美元，超過賽史單賽季獎金漲幅的最高峰（達415萬美元）。
以2012年為例，冠軍獎金達230萬美元，而第一輪即被淘汰的選手的獎金不到前者的百分之一（20080美元），羅迪克認為這樣的獎金根本無法支撐一個職業球員的正常開銷。而NBA的球员的較高薪水就是得益於球員們分享了大約50%的利潤總額。
頂級球員反應
- 羅傑·費德勒

拉斐爾·納達爾2012年初就因為和費德勒在抵制澳網與否有歧異而辭去球員工會副主席，当时費德勒的不作为遭到許多球员的申讨；而这次费德勒表示已做好加入抵制行列当中。
- 安迪·穆雷

穆雷在2011和2012年都加入抵制澳網的運動，但他對雙方達成協議非常樂觀。
- 諾瓦克·喬科維奇

喬科維奇在澳網宣布提高獎金後表示歡迎，並敦促另外三項大滿貫賽事也盡快尊重球員的呼聲。
賽會反應
賽事主辦方表示在經歷一月份的危機後，對事件的解決充滿希望並強調澳網的獎金在過去四年都是最高的；同時承認對於提前出局的選手來說獎金的確有提高必要，並保證任何變化都將持續遵循男女同工同酬的原則。

## 相关纪录
下面是1925年以来男子选手夺冠纪录：
- 总夺冠次数最多

 阿德里安·奎斯特（Adrian Quist），13次
- 单打夺冠次数最多

 諾瓦克·喬科維奇（Novak Djokovic），10次
- 蝉联单打冠军次数最多

 羅伊·愛默生（Roy Emerson），5次（1963年-1967年）
- 双打夺冠次数最多

 阿德里安·奎斯特（Adrian Quist），10次
下面是1925年以来女子选手夺冠纪录：
- 总夺冠次数最多

 玛格丽特·史密斯·考特（Margaret Smith Court），21次
- 单打夺冠次数最多

 玛格丽特·史密斯·考特（Margaret Smith Court），11次
- 蝉联单打冠军次数最多

 玛格丽特·史密斯·考特（Margaret Smith Court，7次（1960年-1966年）
- 双打夺冠次数最多

 西尔玛·隆（Thelma Long），12次

## 冠军得主
- 男子单打
- 女子单打
- 男子双打
- 女子双打
- 混合双打

## 引用
1. ↑  Rothenberg, Ben. . The New York Times. 2018-12-21  [2021-02-28]. ISSN 0362-4331. （原始内容存档于2020-11-08） （美国英语）.
2. ↑  [Australian Open: Rafael Nadal wins record-breaking 21st grand slam after beating Daniil Medvedev in epic final  https://edition.cnn.com/2022/01/30/tennis/australian-open-mens-final-nadal-medvedev-spt-intl/index.htmlnewspaper=The （页面存档备份，存于） New York Times|date=2022-01-30|accessdate=2022-02-13]
3. 1 2  . eurosport.com. 2012-08-26  [2012-08-28]. （原始内容存档于2016-03-04）.
4. 1 2  . CNN. 2012-10-02  [2012-10-03]. （原始内容存档于2020-08-15） （英语）.
5. ↑  . australian open. （原始内容存档于2010-12-29）.
6. ↑  Marc Stein. . espn.com. 2011-11-27  [2012-08-28]. （原始内容存档于2011-11-30）.
7. 1 2  . news.com.au. 2012-08-27  [2012-08-28]. （原始内容存档于2013-09-22）.
8. ↑  . espn. 2011-09-19  [2012-08-28]. （原始内容存档于2013-09-21）.